# Albano Guaraldi
Albano Guaraldi (Cento, 2 agosto 1959) è un imprenditore italiano.

## Biografia
Geometra, ha operato da sempre nel settore edile.  È titolare dell'impresa edile Futura Costruzioni srl, con sede legale in Bologna. Nel 2011 ha avviato un intervento edilizio anche in Slovacchia.

## Nel mondo del calcio
Contattato insieme ad altri imprenditori bolognesi nel dicembre 2010 da Giovanni Consorte per tentare di salvare le sorti della squadra calcistica della città, sull'orlo del fallimento dopo la gestione Porcedda, Guaraldi aderisce al progetto Bologna 2010 diventando socio della società omonima, che riesce a rilevare le quote sociali del Bologna Calcio, salvandolo quindi dal fallimento. Nella nuova società assume le vesti di consigliere d'amministrazione, sotto le presidenze di Massimo Zanetti e Marco Pavignani. In aprile 2011, completato il piano di ricapitalizzazioni finanziarie necessario per garantire un futuro alla società, in seguito alle dimissioni di Pavignani, Guaraldi viene indicato all'unanimità dal consiglio d'amministrazione come nuovo presidente della società calcistica, carica che assume formalmente il 7 aprile 2011.
Il 21 maggio Guaraldi è stato nominato anche amministratore delegato ed in ottobre 2011, rilevando quote minoritarie di altri soci, è diventato azionista di maggioranza relativa della società calcistica bolognese.
Il 15 ottobre 2014 rassegna le dimissioni da tutte le cariche del club in seguito all'acquisizione della squadra da parte della cordata americana guidata dall'avvocato newyorkese Joe Tacopina.
Durante il corso di tutta la sua presidenza fu aspramente criticato dai tifosi e in seguito dalla stampa bolognese.